# هالفمون (نيويورك)
هالفمون (بالإنجليزية: Halfmoon, New York) هي بلدة أمريكية تقع في الولايات المتحدة في مقاطعة ساراتوغا، نيويورك. يقدر عدد سكانها بـ 21,535 نسمة ومساحتها 87.2 كم2 وترتفع عن سطح البحر 86 متر.